# Bernard Barbara
 (janvier 2012).
Si vous disposez d'ouvrages ou d'articles de référence ou si vous connaissez des sites web de qualité traitant du thème abordé ici, merci de compléter l'article en donnant les références utiles à sa vérifiabilité et en les liant à la section « Notes et références ».
Bernard Barbara (né le 7 mai 1942 à Sfax en Tunisie) est un physicien français, spécialiste de physique de la matière condensée.
En 2011, il est directeur de recherche CNRS émérite à l’Institut Néel de Grenoble.

## Biographie

### Jeunesse
Son père était agent commercial de la compagnie Esso Standard. Ses deux parents sont issus de familles maltaises installées en Tunisie à la fin du XIXe siècle, travaillant dans le commerce de toiles industrielles, d’éponges de mer et d’huile d’olive.
Il a vécu à Sfax, jusqu’à l’obtention de son baccalauréat. Sa famille très nombreuse comprenant près d’une trentaine de cousins germains est caractérisée par un esprit d’entreprise dans tous les domaines commerciaux, scientifiques, artistiques et médicaux. Il réalise ses études de physique à Grenoble et rejoint rapidement le laboratoire du physicien Prix Nobel Louis Néel. Ses parents, ainsi que d’autres membres de sa famille gagneront aussi Grenoble plusieurs années après l’indépendance de la Tunisie, en 1967. Sa famille reste très attachée à la Tunisie et Bernard Barbara continue de cultiver des contacts avec des chercheurs tunisiens et plus généralement avec les pays méditerranéens tout au long de sa carrière.
Il est marié à Chantal Barbara, née Faure à Saint-Étienne-de-Boulogne, Ardèche. Ils ont trois enfants : Carine (1966) médecin du travail, Jean-Gaël (1968) chercheur au CNRS en neurobiologie et histoire des sciences, Aude (1971) chercheur au CNRS en physique.

### Études
Après ses études de physique à Grenoble, il travaille entre 1966 et 1968 à la construction d’un appareil destiné à réaliser des mesures d’aimantation à différentes températures et champs magnétiques, ainsi qu’à l’élaboration de nouveaux alliages à base de terres rares. Il passe une thèse un doctorat de 3e cycle de l’université de Grenoble en 1968. Il obtient ensuite une bourse la Direction des Recherches des Armées qui lui permet de poursuivre ses travaux au Laboratoire d’Electrostatique et Physique du Métal de Grenoble, créé et dirigé par le Prix Nobel Louis Néel. En 1972 il passe une seconde thèse (Doctorat d’état) intitulée "mise en évidence d'un nouveau processus d’aimantation particulier aux systèmes à forte anisotropie" et devient attaché de recherche et, un peu plus tard, chargé de recherche au CNRS (1973). Les travaux de Bernard Barbara entre 1968 et 1973 ont montré que les systèmes a forte anisotropie magnétique possèdent des parois entre domaines magnétiques qui peuvent être si étroites qu'elles puissent être piégées par le réseau cristallin ainsi que par des défauts ponctuels (concept de « parois étroites ») ce qui conduit à un processus d'aimantation original.

## Découverte du renversement par effet tunnel résonant du moment magnétique mésoscopique desmolécules
Ces parois étroites ont ouvert la voie à un projet de recherche innovant portant sur la recherche de l’effet tunnel à l’échelle « macroscopique » en magnétisme (plus tard dénommé « mésoscopique »). Ce projet a, pendant 25 ans, fourni de multiples indications en faveur de cet effet dans les différents types de systèmes que l’on pouvait synthétiser (couches minces, nanoparticules…), mais aucune preuve formelle. Cependant même si le but n’était pas atteint, les résultats obtenus en chemins étaient intéressants. Bernard Barbara a pu donner la preuve de cet effet grâce à une collaboration avec des chimistes italiens qui avaient synthétisé pour tout autre chose, une molécule découverte 20 ans auparavant en Pologne. Cette molécule était idéale pour ce  projet et a permis de montrer l’effet tunnel mésoscopique. C’est ce travail qui a valu à Bernard Barbara ses prix les plus prestigieux. Ce travail a également été grandement bénéfique à la découverte des aimants moléculaires.
En 1982, Bernard Barbara devient directeur de recherche 2e Classe, CNRS, au laboratoire Louis Néel, Grenoble, directeur de recherche 1re Classe en 1993, puis directeur de recherche émérite en 2009, ainsi que conseiller scientifique au Centre à l’Énergie Atomique de Grenoble. Il dirige une équipe consacrée au Nanospintronique et au Transport Moléculaire.

## Récompenses et distinctions
Il a reçu l’Agilent Technologies Euro-physics Prize (2002), le Grand Prix Alexandre Joannidès de l’Académie des Sciences française (2007), le Prix commun de la Gentner-Kastler de la Deutsche Physikalische Gesellschaft et de la Société Française de Physique (2008), et la Médaille Blaise Pascal de l’Académie européenne des sciences (2008) pour  le développement du champ de recherche de la dynamique quantique de nano-aimants, sa découverte de l’effet tunnel et d’interférences quantiques dans la dynamique de l’aimantation et sa découverte de l’effet tunnel mésoscopique en magnétisme.
La découverte du renversement par effet tunnel résonant du moment magnétique mésoscopique de molécules a déclenché une forte activité de recherche sur la dynamique quantique de molécules à grand spin. Par ailleurs, ses travaux récents sur la cohérence quantique du moment magnétique d’ions de terres rares pourront se révéler utile pour la réalisation de qubits.